# Zhané

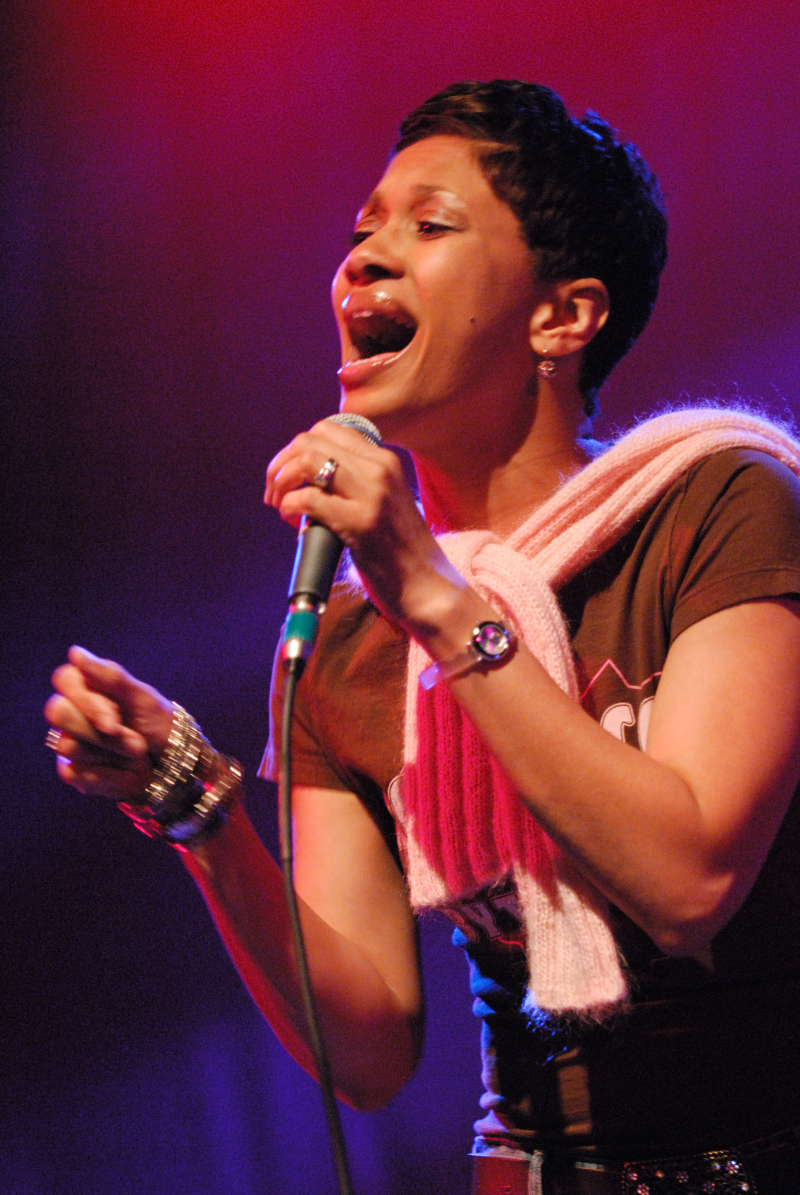
Jean Norris-Baylor, 2007

Zhané (gesprochen: Jah-Nay) war ein US-amerikanisches R&B- und Hip-Hop-Duo, bestehend aus Jean Norris und Renée Neufville, das sich 1993 in Philadelphia zusammenfand. Mit der Debütsingle Hey Mr. DJ gelang der internationale Durchbruch.

## Bandgeschichte
Norris und Neufville lernten sich während ihres Musikstudiums an der Temple University in Philadelphia kennen und gründeten 1993 das Duo Zhané. Kay Gee, der Produzent von Naughty by Nature, entdeckte die Musikerinnen und nahm mit ihnen den Titel Hey Mr. DJ auf. Auf dem Track, der zunächst auf der Kompilation Roll wit tha Flavor erschien, waren Samples aus Michael Wycoffs Looking Up to You von 1982 verarbeitet. Nach Veröffentlichung als Single stieg das Lied in die Top 10 der Billboard Hot 100, erreichte Gold-Status und brachte 1994 einen Vertrag mit Motown. Auch in vielen europäischen Charts, z. B. den britischen, deutschen und österreichischen, war das Lied erfolgreich.
Die zweite Single Groove Thang enterte 1994 die Top 20 der US-Single-Charts und platzierte sich in den Hitparaden von Großbritannien und Deutschland. Sending My Love wurde im gleichen Jahr ein Hit in den USA, Vibe im Vereinigten Königreich. Der aus dem Soundtrack des Films A Low Down Dirty Shame stammende Song Shame avancierte zum Folgehit, das gleichzeitig veröffentlichte Debütalbum Pronounced Jah-Nay wurde mit einer Goldenen Schallplatte ausgezeichnet. Nach Kollaborationen mit Busta Rhymes und De La Soul kamen 1997 die Hitsingles Request Line und Crush, die auf dem zweiten Album Saturday Night enthalten waren, in die Läden.
Zwei Jahre später kehrten Zhané noch einmal in die Charts zurück, als sie mit Naughty by Nature den Titel Jamboree aufnahmen. In den USA reichte es für Platz 10, in Großbritannien für Platz 51. Nach 1999 gab es keine weiteren Veröffentlichungen.

## Mitglieder
- Jean Norris-Baylor (* in Rhode Island, USA), Gesang
- Renée Neufville (* in Jamaika), Gesang

## Diskografie

### Studioalben
| Jahr | Titel              | Höchstplatzierung, Gesamtwochen, AuszeichnungChartplatzierungen (Jahr, Titel, Platzierungen, Wochen, Auszeichnungen, Anmerkungen) | Höchstplatzierung, Gesamtwochen, AuszeichnungChartplatzierungen (Jahr, Titel, Platzierungen, Wochen, Auszeichnungen, Anmerkungen) | Höchstplatzierung, Gesamtwochen, AuszeichnungChartplatzierungen (Jahr, Titel, Platzierungen, Wochen, Auszeichnungen, Anmerkungen) | Höchstplatzierung, Gesamtwochen, AuszeichnungChartplatzierungen (Jahr, Titel, Platzierungen, Wochen, Auszeichnungen, Anmerkungen) | Höchstplatzierung, Gesamtwochen, AuszeichnungChartplatzierungen (Jahr, Titel, Platzierungen, Wochen, Auszeichnungen, Anmerkungen) | Höchstplatzierung, Gesamtwochen, AuszeichnungChartplatzierungen (Jahr, Titel, Platzierungen, Wochen, Auszeichnungen, Anmerkungen) | Anmerkungen |
| Jahr | Titel              | DE | AT | CH | UK | US | R&B | Anmerkungen |
| ---- | ------------------ | --- | --- | --- | --- | --- | --- | --- |
| 1994 | Pronounced Jah-Nay | — | — | — | UK89 (2 Wo.)UK | US37 Platin · (31 Wo.)US | R&B8 (40 Wo.)R&B | Erstveröffentlichung: Februar 1994 Produzenten: Naughty by Nature, Renée Neufville, Craig King, Dave Bellochio, Jean Norris |
| 1997 | Saturday Night     | — | — | — | UK52 (2 Wo.)UK | US41 (9 Wo.)US | R&B8 (21 Wo.)R&B | Erstveröffentlichung: April 1997 Produzenten: Darren Lighty, Jean Norris, KayGee, Renée Neufville, Scott Booker             |

### Singles
| Jahr | Titel Album                         | Höchstplatzierung, Gesamtwochen, AuszeichnungChartplatzierungen (Jahr, Titel, Album, Platzierungen, Wochen, Auszeichnungen, Anmerkungen) | Höchstplatzierung, Gesamtwochen, AuszeichnungChartplatzierungen (Jahr, Titel, Album, Platzierungen, Wochen, Auszeichnungen, Anmerkungen) | Höchstplatzierung, Gesamtwochen, AuszeichnungChartplatzierungen (Jahr, Titel, Album, Platzierungen, Wochen, Auszeichnungen, Anmerkungen) | Höchstplatzierung, Gesamtwochen, AuszeichnungChartplatzierungen (Jahr, Titel, Album, Platzierungen, Wochen, Auszeichnungen, Anmerkungen) | Höchstplatzierung, Gesamtwochen, AuszeichnungChartplatzierungen (Jahr, Titel, Album, Platzierungen, Wochen, Auszeichnungen, Anmerkungen) | Höchstplatzierung, Gesamtwochen, AuszeichnungChartplatzierungen (Jahr, Titel, Album, Platzierungen, Wochen, Auszeichnungen, Anmerkungen) | Höchstplatzierung, Gesamtwochen, AuszeichnungChartplatzierungen (Jahr, Titel, Album, Platzierungen, Wochen, Auszeichnungen, Anmerkungen) | Anmerkungen |
| Jahr | Titel Album                         | DE | AT | CH | UK | US | R&B | Dance | Anmerkungen |
| ---- | ----------------------------------- | --- | --- | --- | --- | --- | --- | --- | --- |
| 1993 | Hey Mr. DJ Pronounced Jah-Nay       | DE29 (14 Wo.)DE | AT27 (3 Wo.)AT | CH42 (7 Wo.)CH | UK26 (5 Wo.)UK | US6 Gold · (24 Wo.)US | R&B3 (29 Wo.)R&B | Dance2 (12 Wo.)Dance | Erstveröffentlichung: August 1993 inkl. Samples aus Michael Wycoffs Looking Up to You Autoren: Abdullah Bahr, Anthony Shawn Criss, Kier Gist, Vinnie Brown, Jean Norris, Renée Neufville         |
| 1994 | Groove Thang Pronounced Jah-Nay     | DE99 (1 Wo.)DE | — | — | UK34 (4 Wo.)UK | US17 (20 Wo.)US | R&B2 (20 Wo.)R&B | Dance13 (12 Wo.)Dance | Erstveröffentlichung: Januar 1994 Autoren: Patrice Rushen, Renée Neufville |
| 1994 | Sending My Love Pronounced Jah-Nay  | — | — | — | — | US40 (20 Wo.)US | R&B5 (24 Wo.)R&B | — | Erstveröffentlichung: Mai 1994 Autoren: Naughty by Nature, Renée Neufville |
| 1994 | Vibe Pronounced Jah-Nay             | — | — | — | UK67 (2 Wo.)UK | — | R&B33 (11 Wo.)R&B | — | Erstveröffentlichung: August 1994 inkl. Samples aus George Bensons Love X Love Autoren: Naughty by Nature, Renée Neufville, Rod Temperton                                                        |
| 1994 | Shame A Low Down Dirty Shame        | — | — | — | UK66 (2 Wo.)UK | US28 (15 Wo.)US | R&B12 (19 Wo.)R&B | Dance46 (3 Wo.)Dance | Erstveröffentlichung: November 1994 vom Soundtrack des Films A Low Down Dirty Shame Autoren: John H. Fitch Jr., Reuben Cross                                                                     |
| 1995 | You’re Sorry Now Pronounced Jah-Nay | — | — | — | — | — | R&B38 (12 Wo.)R&B | — | Erstveröffentlichung: Februar 1995 Autoren: Naughty by Nature, Renée Neufville |
| 1997 | Request Line Saturday Night         | — | — | — | UK22 (3 Wo.)UK | US39 (12 Wo.)US | R&B9 (20 Wo.)R&B | — | Erstveröffentlichung: März 1997 feat. Queen Latifah inkl. Samples aus Ashford & Simpsons It Seems to Hang On Autoren: Darren Lighty, Kay Gee, Renée Neufville, Nickolas Ashford, Valerie Simpson |
| 1997 | Saturday Night                      | — | — | — | — | US69 (1 Wo.)US | — | — | Erstveröffentlichung: April 1997 feat. The Lox Autoren: Michael Harrison, Naheem Bowens, David Styles, Jason Phillips, Renée Neufville, Sean Jacobs                                              |
| 1997 | Crush Saturday Night                | — | — | — | UK44 (2 Wo.)UK | — | R&B24 (19 Wo.)R&B | — | Erstveröffentlichung: Mai 1997 Autoren: Darren Lighty, Keir Gist, Renée Neufville |

Weitere Singles
- 1994: Groove Thang / Hey Mister DJ (House Remixes)

### Gastbeiträge
| Jahr | Titel Album                                   | Höchstplatzierung, Gesamtwochen, AuszeichnungChartplatzierungen (Jahr, Titel, Album, Platzierungen, Wochen, Auszeichnungen, Anmerkungen) | Höchstplatzierung, Gesamtwochen, AuszeichnungChartplatzierungen (Jahr, Titel, Album, Platzierungen, Wochen, Auszeichnungen, Anmerkungen) | Höchstplatzierung, Gesamtwochen, AuszeichnungChartplatzierungen (Jahr, Titel, Album, Platzierungen, Wochen, Auszeichnungen, Anmerkungen) | Höchstplatzierung, Gesamtwochen, AuszeichnungChartplatzierungen (Jahr, Titel, Album, Platzierungen, Wochen, Auszeichnungen, Anmerkungen) | Höchstplatzierung, Gesamtwochen, AuszeichnungChartplatzierungen (Jahr, Titel, Album, Platzierungen, Wochen, Auszeichnungen, Anmerkungen) | Höchstplatzierung, Gesamtwochen, AuszeichnungChartplatzierungen (Jahr, Titel, Album, Platzierungen, Wochen, Auszeichnungen, Anmerkungen) | Höchstplatzierung, Gesamtwochen, AuszeichnungChartplatzierungen (Jahr, Titel, Album, Platzierungen, Wochen, Auszeichnungen, Anmerkungen) | Anmerkungen |
| Jahr | Titel Album                                   | DE | AT | CH | UK | US | R&B | Dance | Anmerkungen |
| ---- | --------------------------------------------- | --- | --- | --- | --- | --- | --- | --- | --- |
| 1996 | It’s a Party The Coming                       | — | — | — | UK23 (2 Wo.)UK | US52 (13 Wo.)US | R&B27 (16 Wo.)R&B | — | Erstveröffentlichung: Juli 1996 Busta Rhymes feat. Zhané Autoren: Trevor Smith, Renée Neufville                                             |
| 1997 | 4 More Stakes Is High                         | — | — | — | UK52 (2 Wo.)UK | — | — | — | Erstveröffentlichung: Februar 1997 De La Soul feat. Zhané Autoren: Darryl Payne, Eric Matthew, Gary S. Scott, Michael Small, Nathaniel Hall |
| 1999 | Jamboree Nineteen Naughty Nine: Nature’s Fury | — | — | — | — | US10 (17 Wo.)US | R&B4 (22 Wo.)R&B | — | Erstveröffentlichung: Mai 1999 Naughty by Nature feat. Zhané Autoren: Anthony Criss, Keir Gist, Vinnie Brown                                |

Weitere Gastbeiträge
- 1998: Baby, Baby (Things Won’t Change) (Alias LJ feat. Zhané)